# Zentaörs
Zentaörs (szerbül Бачко Душаново / Bačko Dušanovo, horvátul, bunyevácul Bačko Dušanovo ) település Szerbiában, Vajdaságban, az Észak-bácskai körzetben, Szabadka községben. Gyakorlatilag össze van nőve Csantavérrel.

## Népesség
Az 1991-es népszámlálás szerint 785, a 2002-es szerint pedig 741 lakosa volt. Ebből 463 (62,48%) magyar, 239 (32,25%) szerb, 12 (1,62%) jugoszláv, 3 (0,4%) montenegrói, 2 (0,26%) horvát, 2 (0,26%) macedón, 1 (0,13%) bunyevác, 2 (0,36%) ismeretlen.
A falunak 588 nagykorú polgára van, a lakosság átlagéletkora 40,2 év (a férfiaké 39,3, a nőké 41,1). A településen 286 háztartás van, háztartásonként átlagosan 2,59 taggal.
Legnépesebb az 1948-as és 1953-as népszámlálás idején volt, 1023 lakossal.